# HD 96063
HD 96063は、しし座の方角に459光年の距離にある恒星である。その周囲には、1つの太陽系外惑星が発見されている。

## 特徴
HD 96063は、見かけの等級が8.21の黄色巨星である。質量は太陽の1.37倍、半径は太陽の4.75倍と推定される。表面温度は5,020K、光度は太陽の12.7倍、年齢はおよそ90億年と見積もられている。

## 惑星系
2011年、ケック天文台における視線速度法の観測から、HD 96063の周りに1つの系外惑星が存在する、と報告された。この惑星HD 96063 bは、質量が木星の1.3倍以上ある巨大ガス惑星とみられ、母星から1.1au程の距離を、1年弱の周期で公転している。
| 名称 （恒星に近い順） | 質量       | 軌道長半径 （天文単位） | 公転周期 (日)   | 軌道離心率    | 軌道傾斜角 | 半径     |
| --------------------- | ---------- | ----------------------- | --------------- | ------------- | ---------- | -------- |
| b (Ramajay)           | ≥ 1.265 MJ | 1.11                    | 362.518 ± 2.162 | 0.168 ± 0.107 | —          | 1.242 RJ |

## 名称
2019年、世界中の全ての国または地域に1つの系外惑星系を命名する機会を提供する「IAU100 Name ExoWorldsプロジェクト」において、HD 96063とHD 96063 bはトリニダード・トバゴ共和国に割り当てられる系外惑星系となった。このプロジェクトは、「国際天文学連合100周年事業」の一環として計画されたイベントの1つで、トリニダード・トバゴ国内での選考、国際天文学連合 (IAU) への提案を経て、太陽系外惑星とその母星に固有名が承認されるものであった。2019年12月17日、IAUから最終結果が公表され、HD 96063はDingolay、HD 96063 bはRamajayと命名された。Dingolay、Ramajayは共に、トリニダード・トバゴの音楽やカーニバルにまつわる俚言で、Dingolayは複雑な動きで体をくねらせるダンスを意味し、トリニダード・トバゴの人々の祖先の文化と言語の象徴、Ramajayは歌やスティールパンの演奏を意味し、トリニダード・トバゴの人々の祖先の文化と言語で愛を表現するものである。